# Sheherazade – Mit 1001 PS ins Abenteuer
Sheherazade – Mit 1001 PS ins Abenteuer (Alternativtitel: Scheherazade; Originaltitel: Les 1001 nuits) ist eine französisch-italienische Fantasy-Abenteuerkomödie aus dem Jahr 1990. Regie führte Philippe de Broca, der gemeinsam mit Jérôme Tonnerre auch das Drehbuch schrieb.

## Handlung
Scheherazade flieht vor dem König, mit dem sie verheiratet ist; sie wird von Aladin begleitet. Unterwegs bekommt sie eine Lampe, die der Geist des in der Gegenwart lebenden Astronomen Jimmy Genious bewohnt, den Gott zur Strafe in den Nahen Osten der Vergangenheit versetzt hat. Der Geist stattet die Flüchtlinge mit modernen technischen Mitteln wie Hubschraubern, Flugzeugen und Motorrädern aus.
Scheherazade und Aladin treffen Sindbad, der über seine Reisen erzählt. Am Ende wird der Geist befreit.

## Hintergrund
Der Film wurde auf Malta und in Marokko gedreht. Er kam am 11. April 1990 in die französischen Kinos. Catherine Zeta-Jones debütierte als Schauspielerin mit ihrer Hauptrolle in diesem Film.

## Kritiken
Der film-dienst schrieb, der Film sei eine „überdrehte Komödie mit wenigen hübschen Einfällen, die überwiegend im Klamaukhaften“ stecken bleibe. Er sei „variiert durch den ‚modernen‘ Einfall, daß der ‚Geist aus der Öllampe‘ ein spleeniger Engländer ist, der vor Zeiten Araber war“ und wegen Blasphemie „nach London verpflanzt wurde“.